# Janusz Majewski (powstaniec)

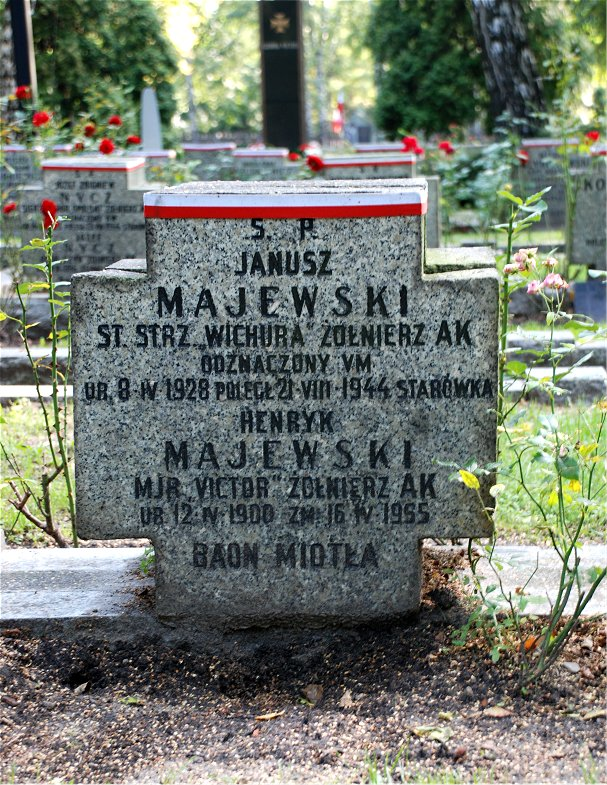
Na Powązkach Wojskowych

Janusz Majewski ps. Wichura (ur. 8 kwietnia 1928, zm. 21 sierpnia 1944 w Warszawie) – starszy strzelec, uczestnik powstania warszawskiego w szeregach batalionu „Miotła” Armii Krajowej.
Poległ 21. dnia powstania warszawskiego przy ul. Długiej na Starym Mieście. Miał 16 lat. Odznaczony Orderem Virtuti Militari. Pochowany w kwaterach żołnierzy i sanitariuszek baonu "Miotła" na Wojskowych Powązkach w Warszawie wraz z majorem Henrykiem Majewskim (kwatera A24-1-15).